# 第3獨立突擊旅
第3独立突击旅（烏克蘭語：3-тя окрема штурмова бригада）是乌克兰陆军的一个旅，該旅成立于2022年11月。它的前身是亚速旅的特種部隊。 该旅的组建经过战略性设计，旨在打造一支机动性强、装备精良、训练有素、能够参与防御和进攻行动的部队。 
根據安德烈·比列茨基的說法，截至2023年1月，该旅驻扎在乌克兰顿涅茨克州巴赫穆特附近。 2023年2月24日，烏克蘭總統弗拉基米尔·泽连斯基亲自向該旅颁发旅旗。

## 部隊編制
第3獨立突擊旅的編制如下：
- 第3獨立突擊旅（駐地基輔）
  - 第1突擊營
  - 第2突擊營
  - 第1機械化營
  - 第2機械化營
  - 第1步槍營
  - 第2步槍營
  - 無人系統營
  - 技術中心『NOVA』
  - 戰車營
  - 旅級砲兵群
    - 總部及目標獲取連
    - 觀測連
    - 自走炮營
    - 自走炮營
    - 火箭炮營
    - 反戰車營

  - 西班牙風暴營
  - 國際志願兵營
  - 偵查營
  - 『Shkval』營
  - 維護營
  - 後勤營
  - 防空營
  - CBRN防護連
  - 狙擊連
  - 訊號連
  - 霍倫札服務隊